# Arthurs Seat, Victoria
Arthurs Seat är en del av en befolkad plats i Australien. Den ligger i kommunen Mornington Peninsula och delstaten Victoria, omkring 61 kilometer söder om delstatshuvudstaden Melbourne. Antalet invånare är 373.
Närmaste större samhälle är Mornington, omkring 18 kilometer nordost om Arthurs Seat. 
I omgivningarna runt Arthurs Seat växer i huvudsak blandskog. Genomsnittlig årsnederbörd är 1 251 millimeter. Den regnigaste månaden är maj, med i genomsnitt 154 mm nederbörd, och den torraste är januari, med 51 mm nederbörd.